# Carl Zuckmayer
Carl Zuckmayer (ur. 27 grudnia 1896 w Nackenheim, zm. 18 stycznia 1977 w Visp, Szwajcaria) – niemiecki pisarz pochodzenia żydowskiego.

## Wyróżnienia
- 1925 Nagroda Kleista (Nagroda Kleista)
- 1927 Georg-Büchner-Preis (Nagroda Georga Büchnera)
- 1952 Goethepreis der Stadt Frankfurt am Main (Nagroda Goethego miasta Frankfurt nad Menem)
- 1957 Doctor honoris causa Uniwersytetu w Bonn
- 1960 Großer österreichischer Staatspreis für Literatur (Wielka Nagroda Państwowa Austrii za Literaturę)
- 1967 Ehrenbürger der Universität Heidelberg und Wahl in den Orden Pour le Mérite für Wissenschaft und Kunst (Honorowy obywatel Uniwersytetu Heidelberg i wybór na członka zakonu Pour le Mérite)
- 1972 Heinrich-Heine-Preis der Stadt Düsseldorf (Nagroda Heinricha Heinego miasta Düsseldorf)

## Dzieła (wybór)
- Kreuzweg, 1921
- Der Eunuch, 1922
- Pankraz erwacht oder Die Hinterwäldler, 1923
- Der fröhliche Weinberg, 1925
- Der Baum, 1926
- Ein Bauer aus dem Taunus und andere Geschichten, 1927
- Schinderhannes, 1927
- Katharina Knie, 1929
- Kakadu Kakada, 1929
- Der Hauptmann von Köpenick, 1931
- Die Affenhochzeit, 1932
- Der Schelm von Bergen, 1934
- Eine Liebesgeschichte, 1934
- Salwàre oder Die Magdalena von Bozen, 1936
- Ein Sommer in Österreich, 1937
- Herr über Leben und Tod, 1938 (wyd. pol. w zbiorze Pan życia i śmierci oraz inne utwory, 1972, przekład Jacek Frühling)
- Bellman, 1938
- Pro Domo, 1938
- Second Wind. 1941
- Des Teufels General, 1945
- Carlo Mierendorff. Porträt eines deutschen Sozialisten, 1947
- Die Brüder Grimm, 1948
- Der Seelenbräu, Erzählung 1949
- Barbara Blomberg, 1949
- Der Gesang im Feuerofen, 1950
- Herbert Engelmann, 1952
- Ulla Winblad oder Musik und Leben des Carl Michael Bellman, 1953
- Das kalte Licht, 1955
- Die Fastnachtsbeichte, 1959
- Die Uhr schlägt eins, 1961
- Der Rattenfänger, 1964
- Als wär’s ein Stück von mir, 1966 (wyd. pol. I ja tam byłem..., 1971, przekład Jacek Frühling)

## Publikacje ze spuścizny
- Späte Freundschaft. Carl Zuckmayer, Karl Barth in Briefen, Zürich: Theologischer Verlag 1977
- Carl Zuckmayer – Paula Wessely, in: Blätter der Carl-Zuckmayer-Gesellschaft, Jg. 4, H. 4 vom 1.11.1978, S. 124–128
- Carl Zuckmayer und Gustaf Gründgens, mitgeteilt von Rolf Badenhausen, in: Blätter der Carl-Zuckmayer-Gesellschaft, Jg. 5, H. 4. vom 1.11.1979, S. 214–243
- Carl Zuckmayer und sein Bibliograph. Aus dem Briefwechsel mit Arnold J. Jacobius (1953-1976), mitgeteilt von Gerald P.R. Martin, in: Blätter der Carl-Zuckmayer-Gesellschaft, Jg. 6, H. 3 vom 1.8.1980, S. 117–157
- Carl Zuckmayer und die Lindemanns. Aus seiner Korrespondenz mit Louise Dumont und Gustav Lindemann (1926-1931), mitgeteilt von Winrich Meiszies, in: Blätter der Carl-Zuckmayer-Gesellschaft, Jg. 8, H. 1 vom 1.2.1982, S. 34–48
- »Ganz neu aus meiner Phantasie«. Der Weg zum Rattenfänger, dargestellt an Carl Zuckmayers Briefwechsel mit Günther Niemeyer in den Jahren 1964-1975, zusammengestellt von Gerald Martin, in: Blätter der Carl-Zuckmayer-Gesellschaft, Jg. 8, H. 4 vom 1.11.1982, S. 173–211
- »Wir sind noch dem Wunder begegnet …« Der Briefwechsel zwischen Carl Zuckmayer und Fritz Usinger (1919-1976), zusammengestellt von Gerald P. R. Martin, in: Blätter der Carl-Zuckmayer-Gesellschaft, Jg. 10, 1984, H. 1, S. 7–58
- Carl Zuckmayer und Gottfried von Einem. Aus der Korrespondenz des Autors mit dem Komponisten der Rattenfänger-Musik. Zusammengestellt von Gerald Martin. In: Blätter der Carl-Zuckmayer-Gesellschaft, Jg. 8, H. 4 vom 1. 11.1982, S. 212–222
- Carl Zuckmayer /Paul Hindemith: Briefwechsel, ediert, eingeleitet und kommentiert von Gunther Nickel und Giselher Schubert, in: Zuckmayer-Jahrbuch, Bd. 1, 1998, S. 9–118
- Carl Zuckmayer / Max Frisch: Briefwechsel, ediert, eingeleitet und kommentiert von Walter Obschlager, in: Zuckmayer-Jahrbuch, Bd. 3, S. 247–279
- Carl Zuckmayer und Friedrich Dürrenmatt – eine Dokumentation, ediert, eingeleitet und kommentiert von Rudolf Probst und Ulrich Weber, in: Zuckmayer-Jahrbuch, Bd. 3, S. 273–297
- „Ihnen bisher nicht begegnet zu sein, empfinde ich als einen der grössten Mängel in meinem Leben”. Der Briefwechsel zwischen Ernst Jünger und Carl Zuckmayer. Deutsch und Französisch. In: Les Carnets Ernst Jünger (Montpellier), Nr. 2 (1997), S. 139–165 (dt.) und 167-195 (frz.); erweiterte dt. Fassung in: Zuckmayer-Jahrbuch, Bd. 2, 1999, S. 515–547
- Carl Zuckmayer – Carl Jacob Burckhardt, Briefwechsel, ediert eingeleitet und kommentiert von Gunther Nickel und Claudia Mertz-Rychner, in: Zuckmayer-Jahrbuch, Bd. 3, 2000, S. 11–243
- Der blaue Engel. Die Drehbuchentwürfe (nach dem Roman Professor Unrat von Heinrich Mann), hrsg. von Luise Dirscherl und Gunther Nickel, St. Ingbert: Röhrig Universitätsverlag 2000
- Geheimreport (Dossiers über deutsche Künstler, Journalisten und Verleger im ‘Dritten Reich’), hrsg. von Gunther Nickel und Johanna Schrön, Göttingen: Wallstein 2002
- „Ich bange um die Eiszeit 'als wärs ein Stück von mir'”. Der Briefwechsel zwischen Carl Zuckmayer und Tankred Dorst, ediert, eingeleitet und kommentiert von Heidrun Ehrke-Rotermund, in: Zuckmayer-Jahrbuch, Bd. 5, 2002, S. 11–73
- Carl Zuckmayer, Briefe an Hans Schiebelhuth 1921-1936, ediert, eingeleitet und kommentiert von Gunther Nickel, in: Zuckmayer-Jahrbuch, Bd. 6, 2003, S. 9–85
- Alice und Carl Zuckmayer – Alma Mahler-Werfel und Franz Werfel: Briefwechsel, ediert, eingeleitet und kommentiert von Hans Wagener, in Zuckmayer-Jahrbuch, Bd. 6, 2003, S. 89–218
- Carl Zuckmayer / Gottfried Bermann Fischer: Briefwechsel, hrsg. von Irene Nawrocka, Göttingen: Wallstein 2004
- Carl Zuckmayer / Annemarie Seidel: Briefwechsel, hrsg. von Gunther Nickel, Göttingen: Wallstein 2003
- Deutschlandbericht für das Kriegsministerium der Vereinigten Staaten von Amerika 1947, hrsg. von Gunther Nickel, Johanna Schrön und Hans Wagener, Göttingen: Wallstein 2004

## Filmografia
Filmy, które powstały na podstawie dzieł Carla Zuckamayera:
- 1926 – Qualen der Nacht – reżyseria: Kurt Bernhardt
- 1928 – Schinderhannes – reżyseria: Kurt Bernhardt
- 1929 – Katharina Knie – reżyseria: Karl Grune
- 1931 – Der Hauptmann von Köpenick – reżyseria: Richard Oswald
- 1945 – I Was a Criminal – reżyseria: Richard Oswald
- 1950 – Der Seelenbräu – reżyseria: Gustav Ucicky
- 1952 – Der fröhliche Weinberg – reżyseria: Erich Engel
- 1955 – Generał diabła (Des Teufels General) – reżyseria: Helmut Käutner
- 1956 – Der Hauptmann von Köpenick – reżyseria: Helmut Käutner
- 1958 – Der Schinderhannes – reżyseria: Helmut Käutner
- 1960 – Die Fastnachtsbeichte – reżyseria: William Dieterle
- 1997 – Der Hauptmann von Köpenick – reżyseria: Frank Beyer

## Opracowania
- Richard Albrecht: Exil-Forschung. Studien zur deutschsprachigen Emigration nach 1933. Lang, 1988, 376 p.
- Richard Albrecht: Carl Zuckmayer im Exil, 1933-1946. Ein dokumentarischer Essay; in: IASDL 14 (1989), S. 165–202.
- Richard Albrecht: Carl Zuckmayers amerikanische Jahre. Aspekte der Erfolglosigkeit eines erfolgreichen Dramatikers in der Emigration; in: Communications, 20 (1995) 1, S. 112–128.
- Richard Albrecht: No Return – Carl Zuckmayers Exil. Aspekte einer neuen Biografie des deutschen Erfolgsdramatikers. Ein dokumentarischer Essay (Theater- und kulturwissenschaftliche Studien/TKWS I), 1995, 72 p.
- Richard Albrecht [Hrsg.]: Facetten der internationalen Carl-Zuckmayer-Forschung – Beiträge zu Leben – Werk – Praxis (Theater- und kulturwissenschaftliche Studien/TKWS II), 1997, 136 p.
- Friedrich Fürstenberg Entkrampfung – Der fröhliche Weinberg: Carl Zuckmayers Bild von Lebensfreude und Glück; in: Bl.CZG, 17 [1996] 1/2, S. 29–36.
- Helmut Kreuzer Schinderhannes – ein Räuber um 1800 bei Clara Viebig, Carl Zuckmayer und Gerd Fuchs. Zum 200. Jahrestag der Hinrichtung Johannes Bücklers in Mainz am 21. November 1803. In: Suevica. Beiträge zur schwäbischen Literatur- und Geistesgeschichte 9 (2001/2003). Stuttgart 2004 [2005], S. 179–197.
- Gunther Nickel / Ulrike Weiß: Carl Zuckmayer 1896-1977. Marbach a.N.: Deutsche Schillergesellschaft 1996.
- Gunther Nickel: Zuckmayer und Brecht. In: Jahrbuch der Deutschen Schillergesellschaft, Jg. 41 (1997), S. 428–459.
- Gunther Nickel: Carl Zuckmayer und seine Verleger von 1920 bis zur Rückkehr aus dem Exil. In: Buchhandelsgeschichte. Aufsätze, Rezensionen und Berichte zur Geschichte des Buchwesens 1998/2, S. B84-B91. Nachdruck in: Zuckmayer-Jahrbuch, Bd. 3, 2000, S. 361–376.
- Christian Strasser: Carl Zuckmayer. Deutsche Künstler im Salzburger Exil 1933-1938, Wien, Köln, Weimar 1996.
- Zuckmayer-Jahrbuch, hrsg. von Gunther Nickel, Erwin Rotermund und Hans Wagener, Bd. 1-4, St. Ingbert: Röhrig Universitätsverlag 1998-2001, Bd. 5 ff., Göttingen: Wallstein 2002 ff.